# لاميناريا منحنية الجذور
لاميناريا منحنية الجذور (الاسم العلمي: Laminaria inclinatorhiza) هو نوع من الطلائعيات يتبع جنس اللاميناريا من فصيلة اللامينارية.